# Эйхман, Андрей Андреевич
Андре́й Андре́евич Э́йхман (1904, Вальдорф, Бердянский уезд, Таврическая губерния, Российская империя — 4 января 1947, СССР) — председатель городской управы (бургомистр) города Сталино (1942—1943), военный преступник из советских фольксдойче. Принимал участие в холокосте, казнен по приговору советского военного суда. Не реабилитирован.

## Довоенные годы
Андрей Эйхман родился в 1904 году в колонии Вальдорф. До 1922 года проживал в Вальдорфе, где получил трехклассное образование. В 1922 году переехал в Юзовку, где до 1930 года работал машинистом паровоза. С 1929 года — член ВКП(б).
В 1930 году переехал в Райхенвельд, где возглавил колхоз имени Сталина. Работал в должности председателя колхоза до начала Великой Отечественной войны.
В конце августа 1941 года Эйхман отправил жену и троих детей в Сталино, где брат супруги Н. С. Цвиркун работал третьим секретарем Куйбышевского райкома партии. 17 октября 1941 года Эйхман прибыл в Сталино, но затем эвакуировался за своей семьей в Ясиноватую. В Ясиноватой Эйхман нашёл семью и принял решение: не эвакуироваться и ждать прихода немцев.

## Заместитель председателя городской управы Сталино

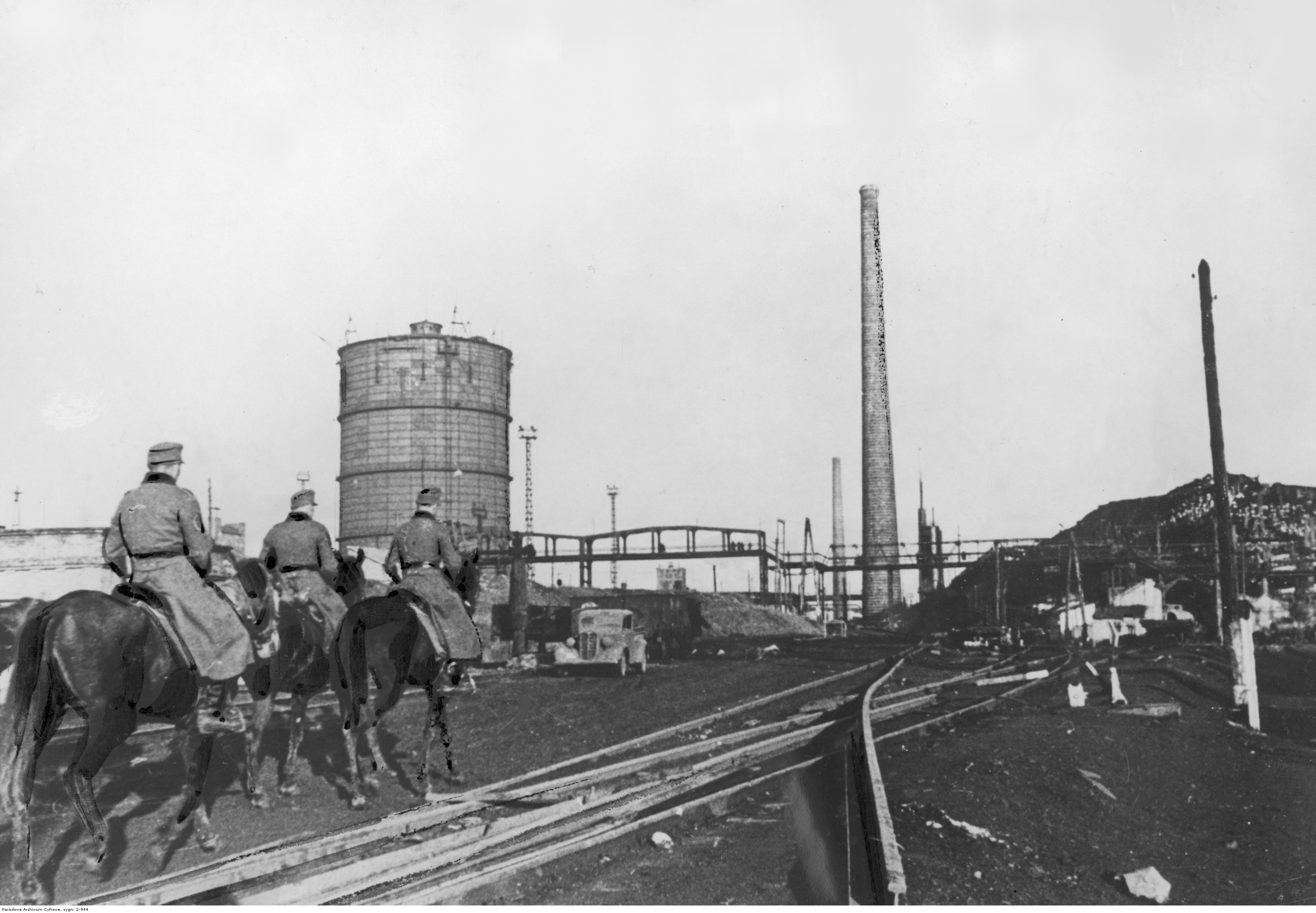
Немецкие войска вступают в Сталино

21 октября 1941 года Сталино было оккупировано немецко-итальянскими войсками. Эйхман уничтожил партийный билет и 23 октября 1941 года пришёл к коменданту Сталино Циллеру с просьбой оказать ему содействие с транспортом для возвращения в Райхенвальд. В комендатуре Эйхман сразу стал исполнять обязанности переводчика — в беседе коменданта с группой местной интеллигенции, которая предложила немцам помощь в организации гражданской власти. 23 октября 1941 года председателем городской управы Сталино был назначен бывший инженер-строитель Н. Г. Петушков. 26 октября 1941 года Эйхман был назначен заместителем Петушкова. К 1 ноября 1941 года был в основном сформирован штат управы Сталино. Эйхман во многом способствовал формированию штата городской управы.
В Сталино на момент начала оккупации осталось многочисленное гражданское население. До войны в Сталино проживали более 507 тысяч человек. Около 400 тысяч человек советские власти не эвакуировали. Эти люди попали в оккупацию.
С февраля 1942 года началась принудительная отправка жителей Сталино на работы в Германию. Эйхман принимал участие в организации как этой отправки, так и других мероприятий оккупационных властей: принудительного изъятия у местного населения продовольствия и вещей и в направлении местных жителей на перевозку военных грузов и строительство дорог. Руководство городской управы (по указанию СД) провело учёт коммунистов, комсомольцев и евреев Сталино. Эйхман не принимал непосредственного участия в уничтожении советских граждан, но давал указания об аресте, направлении в концлагеря и передаче немецким властям советских активистов, евреев и нелояльно относившихся к немецким властям граждан.
Эйхман контролировал сбор контрибуции с местных евреев, наложенной по обвинению в грабеже и саботаже. В начале февраля 1942 года Эйхман передал первый взнос (1,3 млн рублей) в СД.
В конце февраля 1942 года немецкие власти приказали Петушкову, Эйхману и начальнику жилищного отдела Долгову организовать в Сталино еврейское гетто. Гетто создали в районе Бальфуровского моста, но оно просуществовало недолго. К концу апреля 1942 года все обитатели гетто (около 3 тысяч человек) были уничтожены.

## Бургомистр Сталино (1942—1943 годах)
Эйхман после войны в показаниях сообщил, что он был назначен бургомистром Сталино 7 мая 1942 года. Однако исполнять обязанности бургомистра Эйхман стал раньше. 26 апреля 1942 года газета «Донецкий вестник» опубликовала сообщение комендатуры о назначении Эйхмана:

Полевая комендатура объявляет:
Председатель городской управы г. Сталино г-н Петушков тяжело заболел. Исполнение обязанностей председателя городской управы гор. Сталино возлагается временно на заместителя председателя, г-на Эйхмана.
Полевой комендант.

Сталино, 28 апр. 1942 г.
Заместителем Эйхмана стал Т. Ражуков, который занимал ту же должность при Петушкове. По мнению историка Дмитрия Титаренко, принципиальных изменений в стиль, формы и методы работы управы Эйхман не привнёс. Городская управа при Эйхмане по-прежнему была органом, который должен был обеспечивать оккупационные войска и военно-хозяйственные структуры всем необходимым.
В должности главы управы Эйхман обладал карательными функциями. Эйхман имел право за неисполнение приказов и постановлений городской управы наказывать виновного штрафом до 5 тысяч рублей или принудительными работами сроком до 1 месяца.
В должности главы управы Эйхман издавал приказы во исполнение требований комендатур: запретил торговать сельскохозяйственными продуктами до исполнения обязательных поставок их оккупационным властям, требовал наличия паспортов у лиц, достигших 14 лет, предписывал собирать тару для горючего.
Еженедельно Эйхман проводил оперативные совещания, на которых присутствовали начальники отделов городской управы, председатели районных управ и начальники участков городской вспомогательной полиции. Начальник полиции И. Бабенко так описал (на допросе в НКВД) эти совещания:

…на этих совещаниях плохо работающие участки полиции и районные управы подвергались А. Эйхманом критике и им давались указания, пути, способы улучшения работы в пользу немецких оккупантов…
Так, на прошедшем 20 июня 1942 года совещании начальников отделов городской управы, председателей районных управ и начальников участков городской вспомогательной полиции Эйхман потребовал неукоснительного осуществления всех указаний немецкого командования.
Одновременно Эйхман занимался восстановлением городского хозяйства. В своей статье «На заре новой жизни» (опубликована в местной прессе) Эйхман привел показатели деятельности хозяйства Сталино за первый год оккупации:
- Произведено около 5 млн квт*ч;
- Подано около 2 млн м³ воды;
- Восстановлены баня и прачечная;
- Комитетом продовольствия и торговли открыты 63 магазина, 21 хлебопекарня и мясокомбинат;
- На конец октября 1942 года в Сталино было 1745 кустарных предприятий: 627 сапожных, 165 портняжных, 140 слесарно-механических, 75 парикмахерских, 50 фотоателье, 50 торговых;
- В ведении управы находились 29 промышленных предприятий, из которых 19 были сданы в аренду частным предпринимателям;
- В Сталино действовали 50 больниц, поликлиник и амбулаторий, 10 аптек, рентгеновская станция, водолечебница, скорая помощь, санитарно-бактериологическая лаборатория, пастеровская и малярийная станции и дезинфекционная группа;
- В Сталино были 3 театра, 5 клубов и 4 кинотеатра;
- В 52 начальных школах Сталино обучалось 13,6 тыс. учеников;
- При отделе народного воспитания и культуры действовали 3 детских приюта и 5 детских садов, охватывавших около 600 детей;
- В инфраструктуру Сталино за год вложено около 4 млн рублей: 2,261 млн рублей на восстановление коммунальных предприятий, 101 тысяча рублей на местную промышленность, 464 тысяч рублей на предприятия «Сталинторга», 129 тысяч рублей на лечебные учреждения, 261 тысяча рублей на школьную сеть, 83 тысячи на культурно-просветительские учреждения, 457 тысяч рублей на ремонт и восстановление дорог.

В 1942 году земельный отдел выделил под индивидуальные огороды около 4 тысяч гектар земли (63 % пригодной для посева городской земли).
Цифры приводимые Эйхманом оказались намного ниже довоенных показателей Сталино. До войны в Сталино было, например, 113 школ, где обучались 73 тысячи учеников.
Первую годовщину оккупации Сталино чиновники управы отметили вечером в столовой. На этом вечере по распоряжению немецкого военного советника Нарушата Эйхман был награждён «Ост-медалью» за успехи, достигнутые местной администрацией. Ряд местных чиновников получил премии.
Весной 1943 года в Сталино заработал общественный транспорт. К середине июля 1943 года в Сталино действовали 5 трамвайных и 1 троллейбусный маршруты. За первые три месяца работы были перевезены:
- Трамваем — 1817300 человек;
- Троллейбусом — 330000 человек.

3 августа 1943 года Эйхман был награждён орденом. Кроме того, комендант Сталино Ленц поблагодарил Эйхмана «за большую и полезную работу, проделанную в трудных условиях военного времени по восстановлению трамвайно-троллейбусного хозяйства и движения и других важных отраслей городского хозяйства».
Вместе с тем Эйхман обогащался незаконными способами:
- Присваивал часть конфискованного полицией у местного населения имущества;
- Брал взятки;
- Тратил в личных целях средства городского бюджета.

В связи со злоупотреблениями против Эйхмана выступил начальник ревизионно-инструкторского отдела управы А. Парменов. Конфликт Эйхмана и Парменова уладили в результате вмешательства СД и военной администрации.
А. Рыбников, работавший в управе, так описал деятельность Эйхмана:

Это довольно интересный тип. Он, безусловно, одарен природным даром афериста и мелкого жулика. Своими хитрыми и устремленными действиями он ловко подчинил своему влиянию не только работников СД, но и самого военного советника Нарушата. Эйхман — абсолютно безграмотный человек, он не умел читать и писать на русском и немецком языках, однако мало кто знал об этом…
Эйхман также подбирал агентов для «Абвергруппы-104», которая должна была действовать в советском тылу. Кроме того, Эйхман оказывал иную помощь немецким спецслужбам:
- Оплачивал за счет городской управы немецкую агентуру, выдавал ей патенты на право содержания кафе, ресторанов и магазинов;
- Снабжал агентов, перебрасываемых в советский тыл;
- Помогал организовывать конспиративные квартиры.

Весной 1943 года при активном участии Эйхмана в Сталино была организована вспомогательная медицинская полиция, которая выявляла венерически больных жителей. Через месяц её действия в специальный лагерь на Калиновке были заключено около 400 венерических больных, из которых многие были как якобы не поддающиеся лечению были расстреляны. Начальником вспомогательной медицинской полиции был А. Гензель, которому по указанию немецких властей Эйхман выделял средства на оплату персонала полиции.

## Эйхман в 1943—1945 годах
9 сентября 1943 года Сталино было освобождено в ходе Донбасской операции. На момент освобождения в Сталино было 175 тысяч жителей, более чем вдвое меньше, чем на начало оккупации. Ещё 3 сентября 1943 года Эйхман вместе с крупной суммой денег выехал в немецкий тыл.
В конце войны Эйхман оказался в Чехословакии, откуда был репатриирован вместе с семьей в СССР. Эйхман поселился в Костромской области и скрывал свое прошлое.

## Подсудимый Сталинского судебного процесса
2 апреля 1946 года Эйхман был арестован. 16 — 24 сентября 1946 года в Сталино прошёл открытый судебный процесс над коллаборационистами, в том числе Эйхманом. Дело рассматривал военный трибунал войск НКВД по Сталинской области. Эйхману вменялись в вину следующие преступления:
- Дал согласие в конце 1941 года на уничтожение душевнобольных из местной больнице. В результате, были уничтожены 37 человек, а имущество больницы Эйхман приказал изъять в пользу городской управы.

На этом процессе Эйхман был осужден по 54-1а Уголовного кодекса Украинской ССР к расстрелу. 4 января 1947 года приговор был приведен в исполнение. Материалы дела (по состоянию на 2001 год) хранятся в архиве Управления Службы безопасности Украины в Донецкой области.

## Попытка реабилитации
После распада СССР была предпринята попытка реабилитации Эйхмана. В 1992 году Верховный суд Украины признал, что Эйхман не подлежит реабилитации.